# Trường Đại học Kiến trúc Thành phố Hồ Chí Minh
Trường Đại học Kiến trúc Thành phố Hồ Chí Minh (tiếng Anh: University of Architecture Ho Chi Minh City, thường được gọi tắt là UAH) là trường đại học chuyên ngành, giữ vai trò tiên phong trong lĩnh vực đào tạo và nghiên cứu nhóm ngành kiến trúc, xây dựng và thiết kế tại Việt Nam, trực thuộc sự quản lý của Bộ Xây dựng.
Bên cạnh nhiệm vụ trọng tâm là đào tạo, Nhà trường còn là trung tâm nghiên cứu khoa học, tư vấn và triển khai các dự án quan trọng cho Chính phủ và doanh nghiệp, thể hiện qua sự tham gia của đội ngũ chuyên gia, giảng viên vào các công trình tiêu biểu như Cầu Vàng (Đà Nẵng), trụ sở Báo và truyền hình Đồng Nai hay đề án quy hoạch xã Tam Hải (Quảng Nam).
Với bề dầy lịch sử từ năm 1926 từ khi còn là Trường Mỹ thuật Đông Dương, trường đã và đang đào tạo ra nhiều thế hệ kiến trúc sư, kỹ sư, nhà thiết kế tài năng, đóng góp cho sự phát triển của đất nước.

## Lịch sử

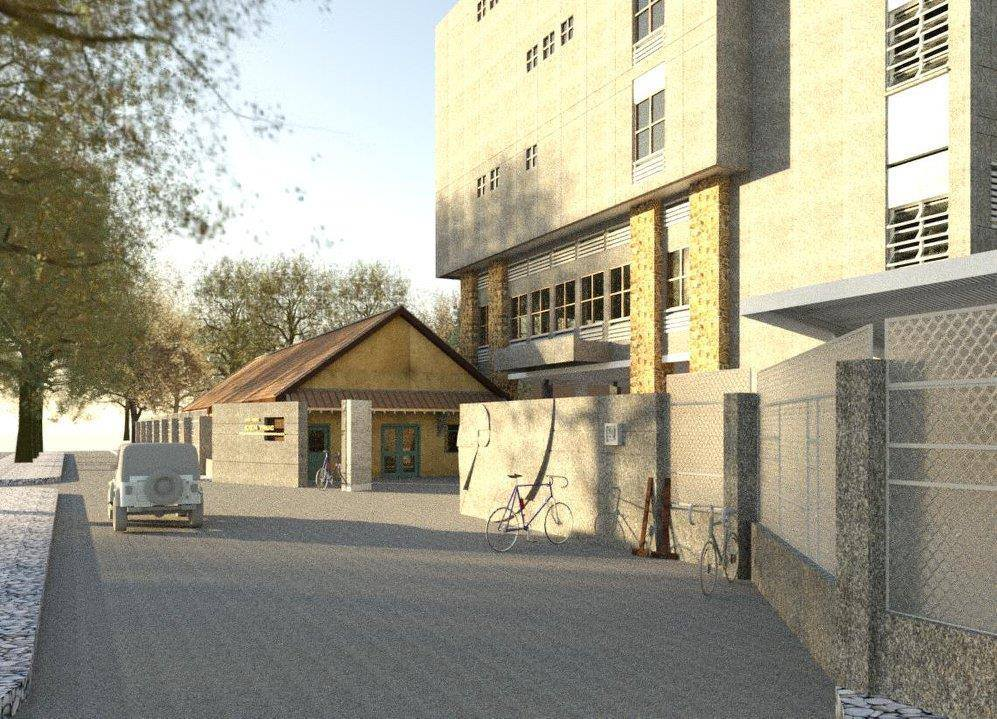
Hình mô phỏng cổng Trường Đại học Kiến trúc khoảng năm 1960

Ghi chú: Thời Pháp thuộc tại Liên bang Đông Dương chỉ có Ban Kiến trúc thuộc Trường Mỹ thuật Đông Dương (École des Beaux-Arts) tại Hà Nội đào tạo ngành kiến trúc, lập ra năm 1926.
Ngày 27/10/1924: Trường Mỹ thuật Đông Dương (École Supérieure des Beaux-Arts de l'Indochine) được thành lập tại Hà Nội theo sắc lệnh của Toàn quyền Đông Dương Martial Merlin, Hiệu trưởng lúc này là họa sĩ Victor Tardieu. Sau quá trình phát triển, nay trường trở thành Trường Đại học Mỹ thuật Việt Nam.
Ngày 22/10/1942: Trường Mỹ thuật Đông Dương phân ra thành Trường Mỹ nghệ thực hành Hà Nội và Trường Cao đẳng Mỹ thuật Đông Dương, Ban Kiến trúc thuộc Trường Cao đẳng Mỹ thuật Đông Dương. Đến năm 1943 thì xảy ra sự kiện quân Đồng Minh ném bom đánh phá Đế quốc Nhật tại Hà Nội nên Ban Kiến trúc dời về Đà Lạt.
Ngày 22/02/1944: Ban Kiến trúc được nâng lên thành Trường Kiến trúc và vẫn trực thuộc Trường Cao đẳng Mỹ thuật Đông Dương, văn bằng của trường được chính phủ Pháp công nhận giá trị hành nghề tại Pháp và Đông Dương.
Tháng 05/1945: Nhật đảo chính Pháp tại Đông Dương, Trường Kiến trúc Đà Lạt đóng cửa và được tái thiết dần vào năm 1947 sau khi Pháp quay trở lại tái đô hộ Liên bang Đông Dương.
Ngày 06/09/1948: Trường Kiến trúc Đà Lạt được tách ra khỏi trường Cao đẳng Mỹ thuật Quốc gia Paris và hợp nhất vào Viện Đại học Đông Dương (sau đó là Viện Đại học Hà Nội) với tên gọi mới là Trường Cao đẳng Kiến trúc và chính thức mở cửa trở lại vào ngày 1 tháng 2 năm 1949.
Cuối năm 1950: Trường Cao đẳng Kiến trúc được chuyển về Sài Gòn và trực thuộc Viện Đại học Hà Nội chi nhánh miền Nam.
Ngày 01/03/1957: Mỹ đưa quân vào Việt Nam. Viện Đại học Hà Nội chi nhánh miền Nam được đổi tên thành Viện Đại học Sài Gòn và Trường Cao đẳng Kiến trúc được nâng cấp thành Trường Đại học Kiến trúc Sài Gòn, thuộc quyền sở hữu của Quốc gia Việt Nam. Chương trình đào tạo của trường lúc này là 6 năm.
Năm 1972: Trường được xây mới dựa trên đồ án tốt nghiệp cùng năm của sinh viên Trương Văn Long, được chỉ đạo xây dựng bởi Giáo sư, Tiến sĩ Phạm Văn Thâng. Công trình có hình khối, phong cách kiến trúc tuân thủ chặt chẽ theo trường phái Kiến trúc Hiện đại, với đặc trưng là khối nhà hộp đặt trên hệ cột và có lam chắn nắng bằng bê tông. Lúc này các dãy nhà trệt mái ngói vẫn bao bọc xung quanh khối nhà chính. Đến thập niên 1990, công trình được tiếp tục xây dựng các khối nhà mới kết cấu thay cho các dãy nhà mái ngói xung quanh.
Ngày 27/10/1976: Trường Đại học Kiến trúc Thành phố Hồ Chí Minh được thành lập theo quyết định số 426/TTg của Thủ tướng Phạm Văn Đồng.
Năm 1979: Khoa Xây dựng được thành lập, mở đầu cho việc đào tạo các ngành ngoài kiến trúc. Trường trở thành một trong những nơi đào tạo ngành xây dựng bậc đại học đầu tiên ở Việt Nam.
Ngày 27/01/1995: Đại học Kiến Trúc gia nhập Đại học Quốc gia Thành phố Hồ Chí Minh theo quyết định NĐ 16/CP của Thủ tướng Võ Văn Kiệt, đồng thời thành lập Khoa Mỹ thuật Công nghiệp, trở thành một trong những nơi đào tạo Mỹ thuật ứng dụng bậc đại học đầu tiên ở Việt Nam.
Ngày 10/10/2000: Thủ tướng Phan Văn Khải ký Quyết định số 118/2000/QĐ-TTg về việc thay đổi tổ chức tách Đại học Kiến trúc cùng với Đại học Sư phạm Kỹ thuật, Đại học Kinh tế, Đại học Nông Lâm, Đại học Sư phạm, Đại học Luật ra khỏi Đại học Quốc gia và trở thành trường độc lập.
Ngày 23/01/2003: Thủ tướng Phan Văn Khải ký Quyết định số 17/2003/QĐ-TTg về việc chuyển Trường Đại học Kiến trúc Thành phố Hồ Chí Minh từ Bộ Giáo dục và Đào tạo về trực thuộc Bộ Xây dựng.
Tháng 10/2004: Khai giảng khóa chính quy đầu tiên tại cơ sở Cần Thơ và một năm sau tại Đà Lạt.

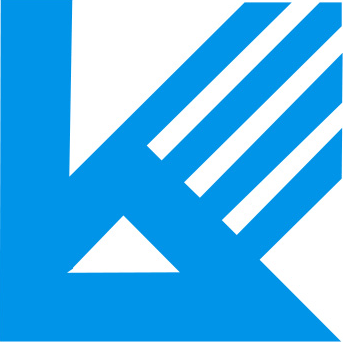
Biểu trưng UAH được sử dụng trong khoảng năm 2010-2020, phổ theo màu dodger blue

### Giám đốc, Khoa trưởng và Hiệu trưởng qua các thời kỳ
- 1950-1954: Giám đốc O. Arthur Kruze.
- 1955-1966: Giám đốc GS. TS. Trần Văn Tải.
- 1967-1970: Khoa trưởng GS. TS. Nguyễn Quang Nhạc.
- 1971-1973: Khoa trưởng GS. TS. Phạm Văn Thâng.
- 1974-1975: Khoa trưởng GS. TS. Tô Công Vân.
- 1976-1978: Hiệu trưởng PGS. TS. Trương Tùng.
- 1979-1995: Hiệu trưởng PGS. TS. Mai Hà San.
- 1995-2005: Hiệu trưởng TS. Hoàng Như Tấn.
- 2005-2015: Hiệu trưởng NGƯT. PGS. TS. Phạm Tứ.
- 2015 đến nay: Hiệu trưởng PGS. TS. Lê Văn Thương.

## Các khoa, phòng ban và đơn vị trực thuộc

### Khoa
- Khoa Kiến trúc, được thành lập năm 1976.
- Khoa Xây dựng, được thành lập năm 1979.[14]
- Khoa Mỹ thuật công nghiệp, được thành lập năm 1995.
- Khoa Quy hoạch, được thành lập tháng 11 năm 1998.[15]
- Khoa Khoa học cơ bản, được thành lập ngày 11/10/2004.[16]
- Khoa Mỹ thuật, được thành lập năm 2005.[17]
- Khoa Kiến trúc Nội thất, được thành lập năm 2006 với tên gọi ban đầu là khoa Thiết kế Nội ngoại thất, đến năm 2012 đã được đổi tên thành Khoa Kiến trúc Nội thất.[18]
- Khoa Kỹ thuật Hạ tầng Đô thị, được thành lập năm 2009 với tên ban đầu là khoa Kỹ thuật Đô thị, đến ngày 30/5/2018 được đổi tên thành Khoa Kỹ thuật Hạ tầng Đô thị.[19]
- Khoa Lý luận Chính trị, được thành lập ngày 31/1/2013.[20]

### Phòng ban
- Phòng Hành chính tổng hợp;
- Phòng Tổ chức nhân sự;
- Phòng Kế hoạch tài chính;
- Phòng Quản lý khoa học và công nghệ;
- Phòng Quản lý đào tạo;
- Phòng Công tác sinh viên;
- Phòng Thanh tra giáo dục;
- Phòng Dự án;
- Phòng Khảo thí và đảm bảo chất lượng;
- Viện Đào tạo sau đại học;
- Viện Đào tạo quốc tế.

### Các đơn vị và doanh nghiệp trực thuộc trường:
- Trung Tâm Nghiên cứu Thiết Kế Kiến Trúc Cảnh Quan (TA Landscape Architecture): Công ty chuyên về thiết kế cảnh quan,[21] nổi tiếng thế giới với thiết kế Cầu Vàng tại Đà Nẵng. Ban đầu có địa chỉ tại Trung tâm nghiên cứu khoa học của Trường tại 134 Nguyễn Đình Chiểu, Quận 3.[22]
- Công ty Thiết kế Kiến Trúc P.A: Công ty chuyên về kiến trúc ngoại thất và nội thất công trình.[23]
- Trung Tâm Hướng Nghiệp Và Đào Tạo: Trung tâm chịu trách nhiệm đào tạo các khóa học ngắn hạn, cũng như luyện thi vẽ, được thành lập ngày 1/9/1995.[24][25]
- Trung tâm Truyền thông Nghệ thuật (Art Media Center): Trung tâm sản xuất, quảng cáo và kinh doanh sách, giáo trình, đồng phục, dụng cụ học tập do giảng viên của trường hoặc do chính trung tâm làm nên, được thành lập ngày 27/8/2009.[26][27]
- Trung tâm Nghiên cứu Ứng Dụng Thực Nghiệm Kiến Trúc & Xây dựng: Thẩm định dự án đầu tư xây dựng, cũng như thí nghiệm xác định các chỉ tiêu kỹ thuật của vật liệu xây dựng cũng như kết cấu công trình xây dựng, được thành lập ngày 15/04/1993.[28][29]

## Cơ sở

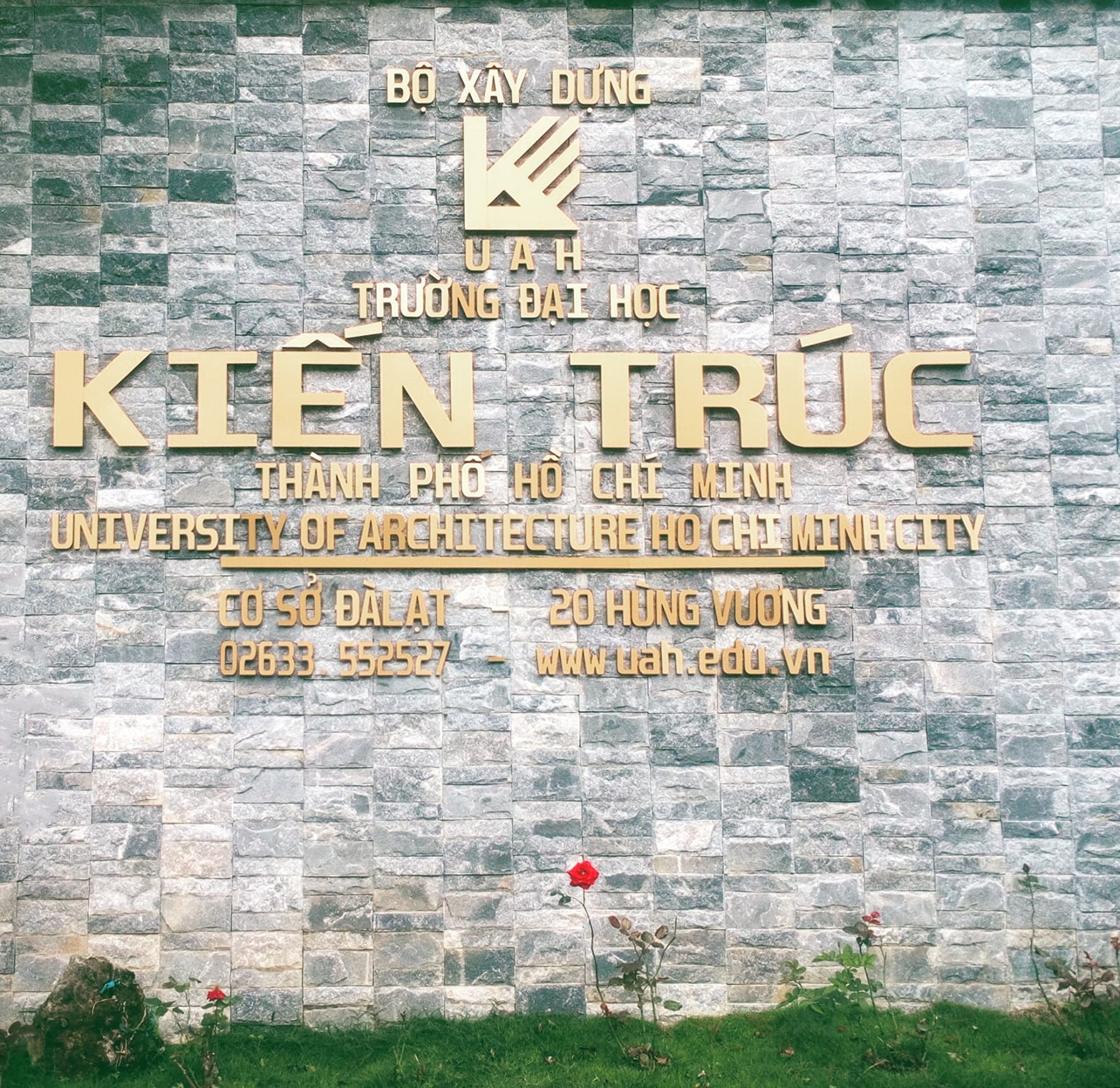
Biển hiệu Đại học Kiến trúc cơ sở Đà Lạt

Hiện tại, trường đã có tổng cộng 4 cơ sở đào tạo tại ba thành phố khác nhau. Trong đó có một cơ sở tại Đà Lạt và Cần Thơ, một cơ sở tại Quận 3 và một cơ sở ở Thủ Đức.

### Cơ sở tại Cần Thơ
Việc thành lập phân hiệu Đại học Kiến trúc TP.HCM tại Cần Thơ trải qua một quá trình khá dài:
- Năm 2004: Trường Đại học Kiến trúc TP.HCM mở cơ sở và tuyển sinh khóa đầu tiên ngoài thành phố tại Vĩnh Long,[32] mà nơi đó sau này trở thành Trường Đại học Xây dựng Miền Tây (thành lập ngày 6/9/2011, đồng trực thuộc Bộ Xây dựng).[33]
- Năm 2009: UBND TP. Cần Thơ ban hành Quyết định số 1452/QĐ-UBND giao đất có diện tích 15.417m2 cho trường tại Khu đô thị mới Hưng Phú để xây dựng phân hiệu. Tuy nhiên, dự án gặp vướng mắc về pháp lý.[34][35]
- Năm 2010: Trường dời sang Cần Thơ và có địa điểm tạm thời ở Khu 201 đường Lê Hồng Phong, Quận Bình Thủy để Bộ Xây dựng chuẩn bị cho việc thành lập Trường Đại học Xây dựng Miền Tây ở Vĩnh Long vào một năm sau đó.[36] Lúc này chỉ tuyển sinh người học phải có hộ khẩu tại 13 tỉnh thuộc Đồng bằng sông Cửu Long.
- Năm 2017: Phân hiệu chuyển đến địa điểm tạm thời thứ hai ở Khu đô thị Đại học Đồng Bằng Sông Cửu Long, Quận Cái Răng.
- Năm 2021: Sau 12 năm chờ đợi, các vấn đề pháp lý cơ bản được giải quyết, việc xây dựng phân hiệu tại Khu đô thị mới Hưng Phú được khởi công.
- Năm 2024: Cơ sở tại Khu đô thị mới Hưng Phú đi vào hoạt động và đón khóa sinh viên đầu tiên, đồng thời mở quy mô tuyển sinh ra toàn quốc.

### Cơ sở tại Đà Lạt
Năm 2005, trường mở thêm cơ sở đào tạo tại Đà Lạt. Trường ban đầu có địa điểm tạm thời tại số 2 Trần Nhân Tông, phường 8, Thành phố Đà Lạt. Sau đó trường được đầu tư và xây mới tại số 20 Hùng Vương, phường 10, Thành phố Đà Lạt. Cơ sở này được thiết kế theo phong cách cổ điển của Pháp.

### Cơ sở tại Hồ Chí Minh
- Cơ sở tại đường Pasteur: 196 Pasteur, quận 3, có diện tích 10587 m².[37]
- Cơ sở tại đường Đặng Văn Bi: 48 Đặng Văn Bi, thành phố Thủ Đức, có diện tích 5808 m².[37]
- Trung tâm nghiên cứu khoa học: 134 Nguyễn Đình Chiểu, quận 3, có diện tích 932 m².[37]
- Ký túc xá: Đường Lê Tự Tài, phường 4, quận Phú Nhuận, có diện tích 1508m².[37]

## Cựu sinh viên nổi bật
- Huỳnh Tấn Phát, Phó Thủ tướng Chính phủ Việt Nam, Phó Chủ tịch Hội đồng Nhà nước Cộng hòa xã hội chủ nghĩa Việt Nam, Chủ tịch Chính phủ Cách mạng Lâm thời Cộng hòa Miền Nam Việt Nam.
- Ngô Viết Thụ, kiến trúc sư thiết kế Dinh Độc Lập, Đại học Nông Lâm, Đại học Y Dược, Đại học Huế, Viện Năng lượng nguyên tử Việt Nam, Thiền viện Trúc Lâm Đà Lạt, Chợ Đà Lạt.
- Khương Văn Mười, quy hoạch và thiết kế khu du lịch Tam Hải, Đền Bến Dược, Công viên Gia Định, Công viên Lịch sử – Văn hóa Dân tộc, Phó Chủ tịch Hội Kiến trúc sư Việt Nam.
- Lê Viết Hải, Chủ tịch Hội đồng quản trị kiêm Tổng Giám đốc Tập đoàn xây dựng, địa ốc Hòa Bình (mã cổ phiếu: HBC).[38]
- Nguyễn Thanh Nghị, Bộ trưởng Bộ Xây dựng nước Cộng hòa Xã hội chủ nghĩa Việt Nam, Phó Bí thư Thường trực Thành ủy Thành phố Hồ Chí Minh, Bí thư Tỉnh ủy Kiên Giang.
- Nguyễn Công Trí, nhà thiết kế thời trang toàn cầu, thành viên Việt Nam đầu tiên của Liên đoàn Thời trang Cao cấp Châu Á.[39]
- Lê Thanh Hòa, nhà thiết kế thời trang chuyên nghiệp, Giám đốc sáng tạo Acqua Gosto, cựu Giám đốc tạp chí Thế giới người nổi tiếng, thành viên hội đồng giám khảo và cố vấn nghệ thuật chương trình Hoa hậu Việt Nam.
- Bùi Nguyễn Trung Quân (Trung Quân Idol), ca sĩ Thần tượng Âm nhạc Việt Nam 2010 và Hòa Âm Ánh Sáng 2016.
- Đặng Thị Mỹ Dung (Midu), diễn viên, người mẫu ảnh, doanh nhân.

## Tiêu cực
Theo đại diện Thanh tra Bộ Tài chính kết luận, hai Trường Đại học Kiến trúc Hà Nội và TP. HCM bị tố cáo thu tiền học phí sai quy định, số tiền vi phạm là 4,7 tỉ đồng.